# Psilocerea griveaudi
Psilocerea griveaudi är en fjärilsart som beskrevs av Claude Herbulot 1959. Psilocerea griveaudi ingår i släktet Psilocerea och familjen mätare. Inga underarter finns listade.